# Benedetto Majorana della Nicchiara
Benedetto Majorana della Nicchiara (Catania, 18 agosto 1899 – Catania, 22 novembre 1982) è stato un politico italiano, presidente della Regione Siciliana.

## Biografia
Figlio di Don Giuseppe Majorana, barone della Nicchiara, e di Donna Fernanda Paternò Castello dei duchi di Carcaci, venne battezzato coi nomi di Benedetto Francesco di Paola Michele Maria Agatino; fu esponente del ramo baronale dei Majorana, famiglia dell'aristocrazia terriera. Sposò sua cugina prima Donna Ilaria Maria Paternò Castello di Carcaci da cui ebbe Giuseppe e Ferdinando.
Fu presidente dell'Associazione provinciale agricoltori di Catania, e nel 1947 sindaco di Militello in Val di Catania con l'Uomo Qualunque. Nell'aprile 1947 è candidato per le prime elezioni regionali nella lista liberal qualunquista e nel 1951 subentra nella prima Assemblea regionale siciliana, dove si era candidato . Rieletto al rinnovo dell'ARS nel 1952, sempre nel collegio di Catania, aderì al gruppo del Partito Nazionale Monarchico, di cui era componente del Consiglio nazionale. Nel 1955 venne confermato con il PNM e fu eletto vice presidente dell'Assemblea regionale siciliana.
Aderì alla maggioranza trasversale che portò Silvio Milazzo alla presidenza della Regione. Nelle elezioni del 1959 si candida con l'Unione Siciliana Cristiano Sociale e viene eletto nel collegio catanese. Nei successivi due governi di Milazzo è vice presidente della Regione e assessore alla Finanze. La DC, in quel momento all'opposizione, punta proprio su di lui per ribaltare la maggioranza e lo candida alla presidenza della Regione. Viene eletto il 23 febbraio 1960 e il suo governo durerà fino al 29 giugno del 1961.
Deluso dall'atteggiamento dei dirigenti democristiani, si dimette anticipatamente anche da deputato il 22 febbraio 1963, aderisce al PLI.
Non viene rieletto e diviene consigliere nazionale di Confagricoltura.
Nel 1972 viene eletto senatore nella circoscrizione Sicilia con il MSI-DN e fu membro della commissione agricoltura fino al 1976.